# Consistórios de Clemente XIII
O Papa Clemente XIII (r. 1758-1769) criou 52 cardeais em sete consistórios .

## 11 de setembro de 1758

### in pectore
1. Carlo Rezzonico, (publicado em 2 de outubro de 1758)

## 2 de outubro de 1758
1. Antonio Marino Priuli
2. François-Joachim de Pierre de Bernis

### RevelaçãoIn pecture
1. Carlo Rezzonico, (in pectore 11 de setembro de 1758)

## 24 de setembro de 1759
1. Ferdinando Maria de Rossi
2. Ignazio Michele Crivelli
3. Ludovico Merlini
4. Filippo Acciaiuoli
5. Luigi Gualterio
6. Girolamo Spinola
7. Antonio Maria Erba-Odescalchi
8. Sante Veronese
9. Ludovico Valenti
10. Giuseppe Maria Castelli
11. Pietro Francesco Bussi
12. Gaetano Fantuzzi
13. Giuseppe Agostino Orsi
14. Pietro Girolamo Guglielmi
15. Giuseppe Alessandro Furietti
16. Pietro Paolo Conti
17. Nicolò Maria Antonelli
18. Lorenzo Ganganelli, O.F.M.Conv. (Futuro Papa Clemente XIV)
19. Giovanni Costanzo Caracciolo
20. Niccolò Perelli
21. Marcantonio Colonna
22. André Corsini

## 23 de novembro de 1761
1. Buenaventura de Córdoba Espínola de la Cerda
2. Christoph Anton von Migazzi
3. Antoine Clériadus de Choiseul de Beaupré
4. Jean-François-Joseph Rochechouart de Faudoas
5. Franz Christoph von Hutten zum Stolzenberg
6. Enrichetto Virginio Natta, O.P.
7. Giovanni Molino
8. Louis César Constantin de Rohan
9. Baldassare Cenci, Jr.
10. Cornelio Caprara

## 18 de julho de 1763
1. Simone Buonaccorsi
2. Andrea Negroni

## 21 de julho de 1766
1. Giovanni Ottavio Bufalini
2. Giovanni Carlo Boschi

## 26 de setembro de 1766
1. Ludovico Calini
2. Niccolò Serra
3. Niccolò Oddi, S.J.
4. Antonio Branciforte Colonna
5. Lazzaro Opizio Pallavicini
6. Vitaliano Borromeo
7. Pietro Colonna Pamphili
8. Giuseppe Simonetti
9. Urbano Paracciani Rutili
10. Filippo Maria Pirelli
11. Enea Silvio Piccolomini
12. Saverio Canali
13. Benedetto Veterani